# Gruschitz (Gemeinde Straßburg)
Gruschitz ist eine Ortschaft in der Gemeinde Straßburg im Bezirk St. Veit an der Glan in Kärnten. Die Ortschaft hat 14 Einwohner (Stand 1. Jänner 2024). 

## Lage
Gruschitz liegt im Nordosten der Gemeinde Straßburg, auf dem Gebiet der Katastralgemeinde Straßburg Land, am Mödringbergzug, etwa drei Kilometer südöstlich des Prekowa-Passübergangs zwischen dem Gurk- und dem Metnitztal. Die zur Streusiedlung Gruschitz gehörenden Höfe liegen am Höhenrücken zwischen den Tälern des Langwiesenbachs und des Ratschachbachs sowie an den Hängen hinunter zum Ratschachbach hin.
Zur Ortschaft gehören die Höfe Gruschitzer (auch Gruschitzhube; Gruschitz Nr. 1), Wirschl (Nr. 4), Hirz (auch Hirtz oder Hierz; Nr. 5), Hierz-Hube (früher: Fatschenberger; Nr. 6), Pommer (Nr. 7), Freidl (Nr. 8) und Windpaser (auch Windpasser; Nr. 9). Die im Franziszeischen Kataster erwähnten Höfe Ober-Gruschitzhube und Dremschnigkeusche existieren nicht mehr.

## Geschichte
1709 wurde ein aus Gruschitz stammender Untertan des Kollegiatkapitels Straßburg wegen Homosexualität hingerichtet.
Seit Gründung der Ortsgemeinden Mitte des 19. Jahrhunderts gehört Gruschitz zur Gemeinde Straßburg.
Österreichweit berichteten die Tageszeitungen im Oktober 1915, dass Simon Dirlacher vulgo Gruschitzer eine Silberuhr mit dem Monogramm des Kaisers überreicht wurde, als Anerkennung dafür, dass alle seine 8 Söhne als Soldaten im Weltkrieg dienten.
Am 26. April 1937 brannten Wohn- und Stallgebäude Windpaser vollständig ab.

## Bevölkerungsentwicklung
Für die Ortschaft ermittelte man folgende Einwohnerzahlen:
- 1869: 7 Häuser, 65 Einwohner[5]
- 1880: 9 Häuser, 72 Einwohner[6]
- 1890: 7 Häuser, 89 Einwohner[7]
- 1900: 8 Häuser, 71 Einwohner[8]
- 1910: 9 Häuser, 42 Einwohner[9]
- 1923: 9 Häuser, 37 Einwohner[10]
- 1934: 42 Einwohner[11]
- 1951: 4 Häuser, 20 Einwohner[12]
- 1961: 4 Häuser, 30 Einwohner[13]
- 2001: 5 Gebäude (davon 5 mit Hauptwohnsitz) mit 5 Wohnungen; 27 Einwohner und 0 Nebenwohnsitzfälle; 5 Haushalte; 0 Arbeitsstätten, 5 land- und forstwirtschaftliche Betriebe[14]
- 2011: 5 Gebäude, 16 Einwohner, 4 Haushalte, 0 Arbeitsstätten[15]
- 2021: 6 Gebäude, 15 Einwohner, 5 Haushalte, 3 Arbeitsstätten.[16]